# Casablanca (film)

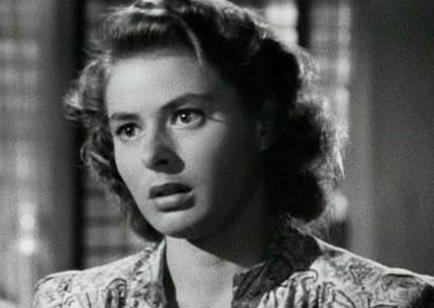
Ingrid Bergman w scenie z filmu

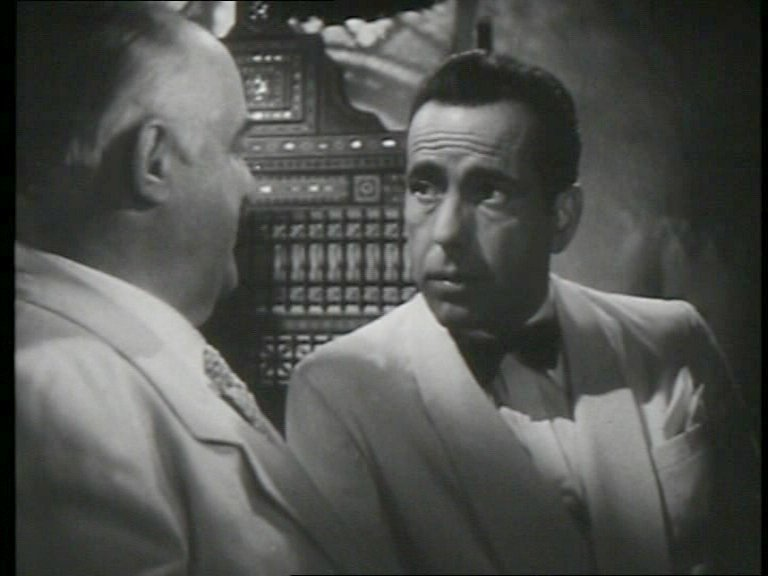
Sydney Greenstreet (profil) i Humphrey Bogart w filmie

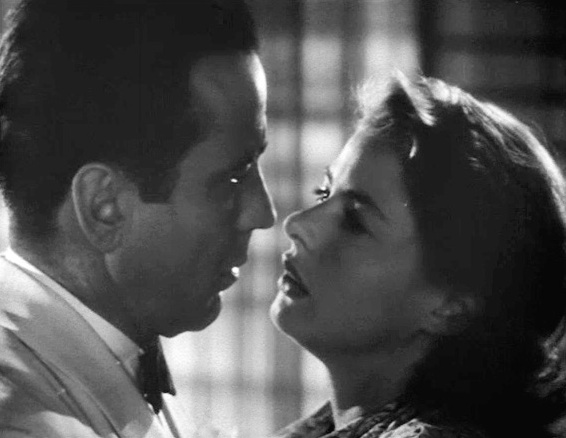
Pocałunek głównych bohaterów – Humphrey Bogart i Ingrid Bergman

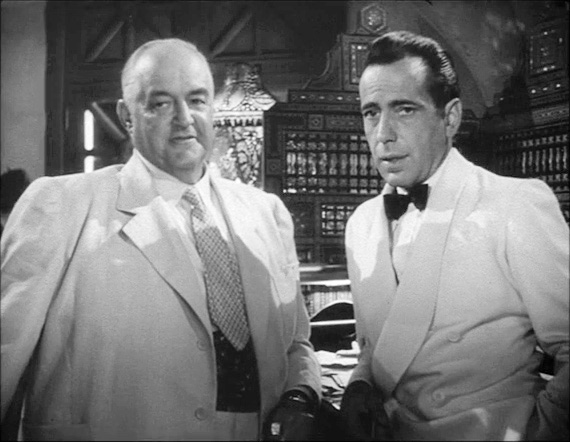
Greenstreet i Bogart w scenie z filmu

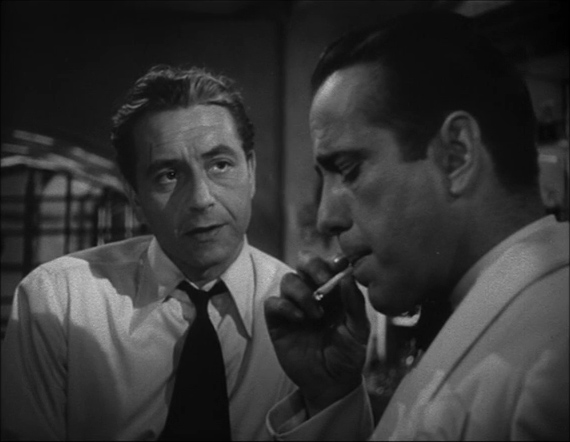
Paul Henreid i Humphrey Bogart (profil)

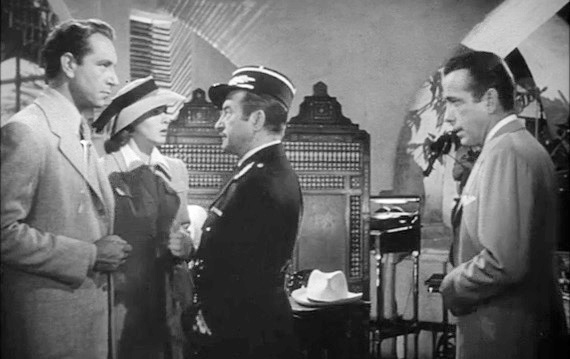
Obsada filmu: Victor Laszlo, Ilsa Lund, Kapitan Renault i Rick Blaine w jednej ze scen filmu

Casablanca – amerykański melodramatyczny film noir w reżyserii Michaela Curtiza z 1942 roku, którego akcja dzieje się w czasie II wojny światowej, w kontrolowanym przez Francję Vichy marokańskim mieście Casablanca.
Film wyreżyserował Michael Curtiz, w głównych rolach wystąpili Humphrey Bogart jako Rick Blaine oraz Ingrid Bergman jako Ilsa Lund. Obraz skupia się na konflikcie Ricka pomiędzy uczuciem a moralnością: musi wybrać między miłością do Ilsy a pomocą w walce o dobrą sprawę jej mężowi, Victorovi Laszlo, próbującemu uciec z Casablanki i kontynuować działania przeciwko Niemcom.
Chociaż Casablanca zgromadziła na planie gwiazdy i uznanych scenarzystów, nikt zaangażowany w produkcję nie spodziewał się, że wybije się ona ponad przeciętność; miała być jednym z dziesiątków hollywoodzkich filmów tworzonych co roku. Film jednak odniósł spory, lecz nie spektakularny sukces kinowy, jedną z przyczyn popularności było to, że początek wyświetlania przypadał kilka tygodni po rozpoczęciu operacji Torch, która doprowadziła ostatecznie do pogromu wojsk niemiecko-włoskich w Afryce Północnej. Jest popularny aż do dziś, przez wielu uważany za film kultowy. Krytycy filmowi chwalą charyzmatyczne role Bogarta i Bergman, uczucie pomiędzy dwiema głównymi postaciami, dobrą reżyserię, błyskotliwy scenariusz i emocjonalne oddziaływanie filmu jako całości.
Dystrybucją filmu na terenie Polski zajmowało się Przedsiębiorstwo Państwowe Film Polski.

## Fabuła
Humphrey Bogart gra Ricka Blaine’a, amerykańskiego emigranta posiadającego ekskluzywny klub i szulernię zwany „Rick’s Café Americain” w marokańskim (wówczas Maroko było kolonią francuską) mieście Casablanca, który przyciąga mieszaną klientelę: oficjeli Vichy oraz nazistowskich Niemiec, uciekinierów i złodziei. Rick jest rozgoryczonym i cynicznym mężczyzną, który wyznaje zasadę bycia neutralnym w każdej kwestii; jednakże później pojawiają się wzmianki, że szmuglował broń do Etiopii w czasie wojny włosko-abisyńskiej w latach 1935–1936 i walczył po stronie republikanów w hiszpańskiej wojnie domowej przeciwko nacjonalistom Francisco Franco.
Ugarte (Peter Lorre), przybywa do klubu Ricka z „listami tranzytowymi”, które zdobył likwidując dwóch niemieckich kurierów. Papiery pozwalają posiadaczowi podróżować wolno po całej kontrolowanej przez Niemców Europie, włączając Lizbonę w neutralnej Portugalii, skąd można wypłynąć do USA. Są więc one bezcenne dla każdego z ogromnej rzeszy uciekinierów, którzy utknęli w Casablance. Ugarte zamierza zbić fortunę sprzedając listy temu, kto zaoferuje dziś w nocy największą sumę. Jednak do transakcji nie dochodzi, ponieważ wcześniej lokalna policja pod dowództwem dobrego znajomego Ricka – komendanta policji kapitana Renault (Claude Rains) aresztuje Ugarte. Wcześniej w tajemnicy przed Niemcami i policją Ugarte przekazuje listy pod opiekę Rickowi mówiąc: „ponieważ ty mną pogardzasz... więc ufam tylko tobie.”
W tym momencie w życiu Ricka ponownie pojawia się jego była kochanka, Ilsa Lund (Ingrid Bergman), która przybywa do klubu z mężem Victorem Laszlo (Paul Henreid) aby kupić listy. Laszlo jest słynnym czechosłowackim przywódcą ruchu oporu, który uciekł z niemieckiego obozu koncentracyjnego. Para musi zdobyć listy tranzytowe, żeby zbiec do Ameryki i tam kontynuować walkę z nazistami. Kiedy Ilsa pierwszy raz w Paryżu spotkała Ricka i zakochała się w nim, była przekonana, że jej mąż zginął podczas ucieczki z obozu. Odkrywszy, że wciąż żyje, niespodziewanie opuściła Ricka bez żadnego wyjaśnienia i wróciła do Laszlo. Po zamknięciu klubu Ilsa wraca i próbuje wyjaśnić Rickowi swoje wcześniejsze postępowanie, lecz ten jest kompletnie pijany i nie ma ochoty słuchać.
Następnej nocy Laszlo podejrzewając, że Rick ma listy, rozmawia z nim i pyta czy może w jakiś sposób je zdobyć. Ich dyskusja zostaje przerwana przez grupę nazistowskich oficerów na czele z majorem Strasserem (Conrad Veidt), którzy zaczynają śpiewać niemiecką pieśń patriotyczną „Die Wacht am Rhein” przy akompaniamencie pianina. Laszlo zamawia Marsyliankę. Lider zespołu patrzy na Ricka i czeka na pozwolenie; ten kiwa głową. Laszlo zaczyna śpiewać, początkowo sam, lecz szybko dołącza się do niego tłum, zagłuszając Niemców. Renault nakazuje zamknąć klub uzasadniając to zdaniem: „Odkryłem ze zgrozą, że tutaj uprawia się hazard!”
Tej nocy Ilsa nachodzi Ricka w opustoszałej kawiarni. Amerykanin nie chce dać jej dokumentów nawet wtedy, kiedy dawna kochanka grozi mu bronią. Ilsa nie jest w stanie do niego strzelić. Wyznaje, że wciąż coś do niego czuje. Rick decyduje się pomóc Laszlo, daje Ilzie do zrozumienia, że doprowadzi do wyjazdu wyłącznie jej męża.
Zdając sobie sprawę z tego, że nie można pozwolić Laszlo na ucieczkę z miasta, Strasser wsadza go za kratki z błahego powodu. Rick namawia Renault, aby wypuścić Czecha, obiecując że doprowadzi do przyłapania Laszlo na dużo poważniejszym przestępstwie: posiadaniu listów tranzytowych. Przy próbie pojmania Laszlo na gorącym uczynku, Rick zdradza swoje prawdziwe zamiary i zmusza Renault, aby asystował jemu, Laszlo i Ilsie w drodze na lotnisko. W ostatnim momencie Rick przekonuje Ilsę, aby wsiadła z mężem do samolotu, mówiąc jej, że jeśli zostanie z nim, będzie tego żałować: „Może nie dziś, nie jutro, ale wkrótce – i to przez całe życie.”
Na lotnisko przyjeżdża major Strasser, ostrzeżony przez Renault, ale Rick zabija go, gdy ten próbuje zatrzymać samolot. Po chwili, gdy pojawia się policja, Renault ratuje życie Rickowi, mówiąc do policjantów zaskoczonych widokiem ciała Strassera: „Zatrzymajcie podejrzanych. Tych, co zwykle.”. Potem radzi mu, aby razem wyjechali z Casablanki. Obaj znikają we mgle, na zakończenie filmu Rick stwierdza: „Louis, myślę, że to jest początek pięknej przyjaźni.”

## Produkcja
Film powstał na podstawie sztuki autorstwa Murray Burnett i Joan Alison pod tytułem Everybody Comes to Rick’s. Recenzent scenariuszy ze studia Warner Bros. Stephen Karnot, który przeczytał sztukę, nazwał ją (z aprobatą) „ograna, lecz wyrafinowana”, a redaktor w wydziale scenariuszy Irene Diamond przekonała producenta Halla Wallisa do zakupu praw za sumę $20 000, największą jaką ktokolwiek zapłacił w Hollywood za niewystawianą sztukę. Nazwę projektu zmieniono na Casablanca, najwyraźniej naśladując hit z 1938 roku Algiers.
Zdjęcia rozpoczęły się 25 maja 1942 a zakończyły 3 sierpnia. Łączny koszt filmu to 1 039 000$ (75 000$ ponad planowany budżet), nie nadzwyczajnie duży, jednak powyżej ówczesnej średniej.
Cały film był kręcony w studio, z wyjątkiem sekwencji pokazującej przybycie do Casablanki majora Strassera, która powstała na lotnisku Van Nuys w pobliżu Los Angeles. Ulice, w których kręcono zdjęcia na zewnątrz, zbudowano na potrzeby innego filmu, The Desert Song. Zostały zachowane w studiu Warner do lat sześćdziesiątych. Dekoracje przedstawiające lokal Ricka powstały w trzech oddzielnych częściach, więc wewnętrzny układ budynku jest nieokreślony. W wielu scenach kamera przechodzi przez ściany z kawiarni do biura Ricka. W tle sceny finałowej, samolot Lockheed Model 12 Electra Junior z krzątającym się wokół personelem, został zainscenizowany przez karłowatych statystów i proporcjonalnej wielkości kartonowy model samolotu. Mgłę wykorzystano do zamaskowania niedokładności modelu. Pomimo tego, park rozrywki studia Disney-MGM w Orlando na Florydzie kupił samolot Lockheed 12A jako jedną ze swoich atrakcji i początkowo twierdził, że to ten sam samolot, którego użyto w filmie. Krytyk filmowy Roger Ebert nazywa Wallisa „key creative force” w związku z jego dbałością o szczegóły tej produkcji (np. upierał się, aby pokazać prawdziwą papugę w barze Blue Parrot).
Duży wzrost Bergman sprawiał pewne problemy. Była około 5 cm wyższa niż Bogart więc musiał on (z polecenia reżysera) stać na podwyższeniu albo siedzieć na poduszkach we wspólnych scenach.
Wallis napisał ostatnią kwestię („Louis, tak sobie myślę to początek pięknej przyjaźni.”) po zakończeniu zdjęć. Bogart został wezwany miesiąc później aby nagrać swój głos.
Później planowano dodać ostatnią scenę pokazującą Ricka, Renault i oddział żołnierzy Wolnej Francji na statku, biorących udział w operacji Torch; jednak okazało się bardzo trudnym sprowadzić Claude Rainsa na plan zdjęciowy, więc pomysł ostatecznie porzucono po tym, gdy David O. Selznick osądził: „byłoby wielką pomyłką zmieniać zakończenie”.
Popularną, lecz nie do końca prawdziwą historią jest to, że aktorzy do ostatnich dni zdjęć nie znali zakończenia filmu. Oryginalna sztuka (której cała akcja ma miejsce w kawiarni) kończy się, gdy Rick wysyła Ilsę i Victora na lotnisko. Podczas tworzenia scenariusza rozważana była możliwość śmierci Laszlo w Casablance, co pozwoliłoby Rickowi i Ilsie wylecieć razem, lecz jak Casey Robinson napisał do Hal B. Wallis przed rozpoczęciem zdjęć, końcówka filmu: „jest oparta na pierwszorzędnym zwrocie akcji, kiedy Rick wysyła ją na pokład samolotu razem z Victorem. Robiąc tak, Rick nie tylko rozwiązuje trójkąt miłosny. Zmusza dziewczynę, aby żyła zgodnie z idealizmem jej natury, zmuszając ją do zadania, które w tych dniach jest dużo ważniejsze niż miłość dwóch małych ludzi.” Ilsa oczywiście nie mogła rzucić Laszlo dla Ricka, bowiem zgodnie z Kodeksem Haysa zakazane było pokazać kobietę zostawiającą swojego męża dla innego mężczyzny. Spór nie dotyczył tego, czy Ilsa odejdzie z Laszlo, lecz jak doprowadzić do takiego zakończenia. Dezorientacja była najprawdopodobniej spowodowana przez późniejsze oświadczenie Bergman, w którym stwierdziła, że nie wiedziała, którego mężczyznę zamierza kochać. Podczas poprawek tekstu w czasie zdjęć kontrola scenariusza Aljeana Harmetza pokazała, że wiele kluczowych scen było kręconych po tym, gdy Bergman dowiedziała się, jak skończy się film: całe zamieszanie było, słowami Eberta, „emocjonalne”, nie „faktyczne”.

### Scenariusz
Oryginalna sztuka była inspirowana podróżą Murray Burnett do Europy w 1938 roku, w czasie której odwiedziła Wiedeń chwilę po Anschlussie oraz południowe wybrzeże Francji, gdzie nie bez problemów współżyli ze sobą naziści i uciekinierzy. Francja była inspiracją zarówno dla kafejki Ricka (klub nocny Le Kat Ferrat), jak i dla postaci Sama (czarnoskóry pianista którego Burnett ujrzała w Juan-les-Pins). W sztuce postać Ilsy była Amerykanką o nazwisku Lois Meredith i spotkała Laszlo, dopiero gdy skończył się jej związek z Rickiem w Paryżu; Rick był prawnikiem.
Pierwszymi scenarzystami pracującymi nad tekstem byli bracia Epstein: Julius i Philip, którzy usunęli przeszłość Ricka i dodali więcej elementów komediowych. Inny scenarzysta wspomniany w czołówce, Howard W. Koch dołączył później, ale pracował wspólnie z nimi, pomimo że kładli oni nacisk na inne elementy; Koch podkreślał aspekty polityczne i melodramatyczne. Niewymieniony w napisach Casey Robinson miał swój wkład w serii spotkań Ricka i Ilsy w kawiarni. Curtiz zdawał się faworyzować sceny miłosne, nalegał na zachowanie retrospekcji z Paryża. Pomimo dużej ilości scenarzystów film ma, jak to opisuje Edbert, „cudownie jednolity i spójny” scenariusz. Koch później oświadczył, że istniały napięcia między nim i Curtizem: „O dziwo, te odmienne podejścia w jakiś sposób sczepiły się i być może to przeciąganie liny pomiędzy Curtizem i mną dało filmowi niewątpliwą równowagę”.
Film miał trochę problemów ze strony Josepha Brenna z Production Code Administration (hollywoodzki organ cenzury), który sprzeciwiał się zawartym w nim sugestiom, że Kapitan Renault wymuszał przysługi seksualne od kobiet potrzebujących jego pomocy oraz temu, że Rick i Ilsa spali razem w Paryżu. Jednakże oglądając ostateczną wersję filmu łatwo można było obie wywnioskować.

### Reżyseria
Na początku Wallis wybrał na reżysera Williama Wylera, ale był on nieosiągalny, więc Wallis skłonił się ku swojemu bliskiemu przyjacielowi Michaelowi Curtizowi. Curtiz był węgierskim emigrantem żydowskiego pochodzenia; przybył do USA w latach dwudziestych, część z jego rodziny zbiegła z terenów zajętych przez nazistowskie Niemcy.

### Zdjęcia
Autorem zdjęć jest Arthur Edeson, weteran odpowiedzialny za Sokoła Maltańskiego i Frankensteina. Szczególną uwagę zwrócił na zdjęcia Bergman. Była filmowana głównie z bardziej przez nią lubianego lewego profilu, często z filtrem wprowadzającym wygładzającą mgiełkę i z efektem catchlight (technika fotografii, w której przedmioty odbijają się w oku), żeby uczynić jej oczy błyszczącymi; cały ten wysiłek miał sprawić, aby jej twarz wyglądała „niewypowiedzianie smutno, delikatnie i nostalgicznie”. Cienie układające się w kratę na bohaterach i w tle mogą mieć różnorodne znaczenie: sugerować uwięzienie, krzyż, symbol Wolnej Francji i emocjonalnego tumultu. W niektórych scenach są użyte ciemny film noir i ekspresyjne oświetlenie, zwłaszcza pod koniec dzieła. Rosenzweig argumentuje, że te cienie i efekty świetlne są typową cechą stylu Curtiza, podobnie jak praca kamery i użycie otoczenia jako środka kompozycji.

### Muzyka
Muzykę napisał Max Steiner, który jest najbardziej znany ze swojego tematu filmowego do Przeminęło z wiatrem. Utwór „As Time Goes By” Hermana Hupfelda był częścią oryginalnej sztuki; Steiner chciał stworzyć własną kompozycję, aby go zastąpić, ale Bergman ścięła już włosy do swojej kolejnej roli (María w Komu bije dzwon) i nie mogła ponownie zagrać scen zawierających tę piosenkę. Więc Steiner oparł temat filmu na niej i na „Marsyliance”, francuskim hymnie narodowym, zmieniając nieco ich tonację. Godny uwagi jest „pojedynek piosenek”, w którym „Marsylianka” grana przez całą orkiestrę, większą niż zespół Ricka ukazany w filmie, współzawodniczy z „Die Wacht am Rhein” graną na pianinie i śpiewaną przez niewielką grupę Niemców. Oryginalnie Niemcy w tej słynnej scenie mieli śpiewać „Horst-Wessel-Lied”, de facto drugi hymn nazistowskich Niemiec, który był wciąż chroniony międzynarodowymi prawami autorskimi w niektórych krajach. Inne utwory w filmie to „It Had to Be You” z 1924 ze słowami Gusa Kahna i muzyką Ishama Jonesa, „Knock on Wood” z muzyką M.K. Jerome i tekstem Jacka Scholla oraz „Shine” z 1910 Cecil Mack i Lew Brown, z muzyką Forda Dabneya.

## Obsada
Obsada jest godna uwagi ze względu na jej wielonarodowość: tylko troje z aktorów wyszczególnionych w napisach urodziło się w USA. Na samym początku filmu wymienieni są:
- Humphrey Bogart jako Rick Blaine. Urodzonemu w Nowym Jorku Bogartowi sławę przyniosła właśnie Casablanca. Wcześniej w swojej karierze był zaszufladkowany jako grający role gangsterów. Jego postaci nazywały się Bugs, Rocks, Turkey, Whip, Chips, Gloves i Duke. W filmie High Sierra (1941) pozwolono mu dodać trochę ciepła, ale dopiero w Casablance po raz pierwszy zagrał amanta.
- Ingrid Bergman jako Ilsa Lund. Oficjalna strona internetowa Bergman nazywa Ilsę jej „najsławniejszą i najtrwalszą rolą”. Szwedzka aktorka Hollywood zadebiutowała w dobrze ocenianym Intermezzo, ale jej późniejsze filmy nie odnosiły sukcesów – do czasu Casablanki. Ebert nazywał ją „lśniącą” i tak komentował chemię pomiędzy nią a Bogartem: „she paints his face with her eyes”[17]. Inne aktorki, które brano pod uwagę w roli Ilsy to Ann Sheridan, Hedy Lamarr i Michèle Morgan. Wallisowi udało się „zdobyć” Ingrid Bergman, która w tym czasie miała ważny kontrakt z Davidem O. Selznickiem, w zamian za „wypożyczenie” Olivii de Havilland[30].
- Paul Henreid jako Victor Laszlo. Henreid, austriacki aktor, który opuścił swój kraj w 1935, był niechętny tej roli[31], do czasu, kiedy obiecano mu czołowe miejsce w napisach początkowych razem z Bogartem i Bergman. Henreid nie miał dobrych stosunków z powyższą dwójką (uważał Bogarta za „miernego aktora”, podczas gdy Bergman nazwała Henreida „primadonną”)[32].

Aktorzy drugoplanowi:
- Claude Rains jako Captain Louis Renault. Rains był angielskim aktorem urodzonym w Londynie. Wcześniej pracował z Michaelem Curtizem przy Przygodach Robin Hooda.
- Sydney Greenstreet jako Signor Ferrari, prowadzący konkurencyjny klub w sąsiedztwie. Greenstreet to kolejny Anglik, zadebiutował z Lorre i Bogartem w Sokole maltańskim.
- Peter Lorre jako Signor Ugarte. Lorre był węgierskim aktorem charakterystycznym, który wyjechał z Niemiec w 1933.
- Conrad Veidt jako Major Strasser z Luftwaffe. Był niemieckim aktorem znanym z występu w Gabinecie doktora Caligari. W 1933 sprzeciwiając się reżimowi nazistów wyemigrował do Londynu. Zmarł pięć miesięcy po premierze Casablanki.

Pozostali:
- Dooley Wilson jako Sam. Był jednym z nielicznych Amerykanów w obsadzie. Perkusista, nie umiał grać na pianinie. Hal B. Wallis rozważał, czy roli Sama nie powinna zagrać kobieta (kandydatkami były Hazel Scott i Ella Fitzgerald), i nawet po zakończeniu zdjęć, Wallis chciał zdubbingować głos Wilsona w piosenkach[33].
- Joy Page jako Annina Brandel, młoda Bułgarka, zbieg. Trzecia Amerykanka w obsadzie, była pasierbicą Jacka Warnera – szefa studia.
- Madeleine LeBeau jako Yvonne, dziewczyna, którą Rick wkrótce rzucił. Francuska aktorka była żoną Marcela Dalio do czasu rozwodu w 1942 roku.
- S.Z. (lub S. K.) „Cuddles” Sakall jako Carl, kelner. Był węgierskim aktorem który uciekł z Niemiec w 1939 roku. Przyjaciel Curtiza od czasu ich spotkania w Budapeszcie; jego trzy siostry zmarły w obozie koncentracyjnym.
- Curt Bois jako kieszonkowiec. Bois był niemieckim aktorem żydowskiego pochodzenia, kolejnym zbiegiem. Może się poszczycić niemalże najdłuższą karierą aktorską w historii – debiutował w 1907, po raz ostatni wystąpił w 1987 roku.
- John Qualen jako Berger, kontakt Laszlo z Ruchu Oporu. Urodził się w Kanadzie, ale wychował w USA. Wystąpił w wielu filmach Johna Forda.
- Leonid Kinskey jako Sascha, którego Rick wyznacza do eskortowania Yvonne do domu. Urodził się w Rosji.

Ważniejsi aktorzy niewymienieni w napisach:
- Marcel Dalio jako Emil – krupier. Był gwiazdą francuskiego kina, wystąpił w filmach Jeana Renoira La Grande Illusion i La Regle de Jeu.
- Helmut Dantine jako Jan Brandel, bułgarski gracz w ruletkę. Kolejny Austriak, przebywał w obozie koncentracyjnym po Anschlussie.
- Norma Varden jako Brytyjka, której mężowi ukradziono portfel. Była znaną angielską aktorką charakterystyczną.

Niektórzy ze zbiegów z Europy:
- Wolfgang Zilzer pokazany w otwierającej scenie filmu, aktor niemego kina w Niemczech, skąd wyjechał, kiedy władzę przejęli naziści. Później poślubił aktorkę Lotte Palfi grającą w Casablance.
- Hans Twardowski jako niemiecki oficer który wykłóca się z francuskim oficerem o Yvonne. Urodzony w Stettin w Niemczech (dzisiejszy Szczecin, Polska), opuścił Niemcy ponieważ był homoseksualistą.
- Ludwig Stössel jako Pan Leuchtag, niemiecki zbieg którego angielski nie jest zbyt dobry. Urodzony w Austrii, żydowski aktor został pojmany po Anschlussie. Kiedy go uwolniono, wyjechał do Anglii a później do USA. Stössel stał się gwiazdą występując w serii reklam producentów wina Italian Swiss Colony. Ubrany w alpejski kapelusz i lederhosen, Stössel był ich rzecznikiem. Jego motto to: „That Little Old Winemaker, Me!”
- Ilka Grünig jako Pani Leuchtag. Urodzona w Wiedniu, gwiazda niemego kina w Niemczech, przybyła do USA po Anschlussie.
- Lotte Palfi jako uciekinierka usiłująca sprzedać diamenty. Urodzona w Niemczech, grała na scenie teatru w Darmstadt. Wyjechała do USA po przejęciu władzy przez nazistów w 1933. Później poślubiła aktora grającego w Casablance – Wolfganga Zilzera.
- Trude Berliner jako gracz w bakarata u Ricka. Urodzona w Berlinie, była znaną aktorką filmową i kabaretową. Żydówka, wyjechała z Niemiec w 1933.
- Louis V. Arco jako kolejny zbieg u Ricka. Urodzony w Altschul w Austrii, wkrótce po Anschlussie przeniósł się do USA i zmienił nazwisko.
- Richard Ryen jako pomocnik Stassera, Pułkownik Heinze. Austriacki Żyd, występował w filmach niemieckich, uciekł do USA przed nazistami.

Popularną plotką jest to, że Ronald Reagan miał zagrać rolę Ricka. Ma ona początek w notce prasowej zamieszczonej przez studio filmowe przed rozpoczęciem produkcji filmu w The Hollywood Reporter, ale wkrótce studio wiedziało już, że musi on pójść do wojska i jego kandydatura nie była nigdy brana poważnie pod uwagę.

## Przyjęcie filmu
Film miał premierę w Hollywood Theater w Nowym Jorku w dniu 26 listopada 1942, co zbiegło się z desantem Aliantów w Afryce Północnej, w tym także z zajęciem Casablanki. Szeroka dystrybucja rozpoczęła się 23 stycznia 1943, wykorzystując konferencję w Casablance: spotkanie wysokiego szczebla Churchilla, Roosevelta i de Gaulle’a. Był to solidny, ale nie spektakularny sukces kinowy, film zarobił 3,7 miliona dolarów w czasie pierwszego wyświetlania w USA (stając się siódmym przebojem kinowym roku 1943). Początkowe reakcje krytyków były zazwyczaj pozytywne, magazyn Variety opisał film jako „wspaniałą propagandę przeciwko Osi”; jak później powiedział Koch, „to był obraz jakiego publiczność potrzebowała... były wartości... warte poświęcenia. I przekazał to bardzo rozrywkowym sposobem”. Inne recenzje były mniej entuzjastyczne: The New Yorker dał ocenę „całkiem znośny”. Biuro Informacji Wojennej nie dopuściło do wyświetlania filmu wojsku w Afryce Północnej obawiając się, że to może urazić stronników Vichy w regionie.
Na uroczystości rozdania Oscarów w 1944 roku film zdobył trzy nagrody: najlepszy scenariusz adaptowany, najlepsza reżyseria i najlepszy film. Wallis był urażony kiedy nagrodę dla najlepszego filmu zamiast niego odebrał Jack Warner.
Film wciąż zdobywał popularność. Murray Burnett nazwał go „prawdziwy wczoraj, prawdziwy dziś, prawdziwy jutro”. Do roku 1955 film przyniósł dochód 6,8 miliona dolarów, stając się trzecim filmem czasów wojny wyprodukowanym w studiu Warner pod tym względem (za Shine On, Harvest Moon i To jest armia). W dniu 21 kwietnia 1957, Brattle Theater w Cambridge w stanie Massachusetts pokazał Casablankę jako część cyklu starych filmów. Był tak popularny, że tradycją stało się wyświetlanie Casablanki podczas tygodnia egzaminów końcowych na Uniwersytecie Harvarda; trwa ona do dzisiaj i jest przejmowana przez wiele innych uczelni w USA. Tradycja pomogła filmowi pozostać popularnym podczas gdy inne słynne dzieła lat czterdziestych odeszły w niepamięć, do roku 1977 Casablanca była najczęściej nadawanym filmem w amerykańskiej telewizji.
Jest dowcipny dowód tego, że Casablanca zrobiła większe wrażenie na miłośnikach kina niż profesjonalistach zajmujących się produkcją filmów. W listopadowo/grudniowym numerze magazynu American Film z roku 1982, Chuck Ross ogłosił, że przepisał scenariusz Casablanki zmieniając tylko tytuł na Everybody Comes to Rick’s i nazwisko pianisty na Dooley Wilson, po czym wysłał go do 217 agencji. Osiemdziesiąt pięć z nich przeczytało go, w tym trzydzieści osiem stanowczo go odrzuciło, trzydzieści trzy rozpoznały go w ogólności (ale tylko osiem dokładnie jako Casablancę), trzy uznały go jako komercyjnie wykonalny, a jedna zasugerowała zamianę go na powieść.
W czerwcu 2008 roku Casablanca jest notowana na liście 250 najlepszych filmów wszech czasów, zajmując głosami użytkowników IMDb dziewiąte miejsce ze średnią ocen wynoszącą 8,8 (124 tysiące głosów). W największym polskim serwisie filmowym filmweb.pl Casablanca zajmuje 124. miejsce na liście najlepszych filmów świata.

### Reakcje krytyków
Według Rogera Eberta, Casablanca „znajduje się najprawdopodobniej na większej liczbie list najlepszych filmów wszech czasów niż jakikolwiek inny tytuł, włączając „Obywatela Kane’a”, z powodu jej większej atrakcyjności; Obywatel Kane jest „wspanialszy”, Casablanca jest bardziej kochana. Ebert powiedział, że nigdy nie słyszał o krytycznej recenzji filmu jako całości, nawet jeśli pojedyncze elementy (takie jak nierealistyczne efekty specjalne czy zesztywniały charakter Laszlo) mogą być skrytykowane. Rudy Behlmer kładł nacisk na różnorodność obrazu: „to jest mieszanka dramatu, melodramatu, komedii [oraz] intrygi”. Leonard Maltin twierdzi, że to jego ulubiony film wszech czasów.
Ebert powiedział, że film jest popularny ponieważ „ludzie w nim są wszyscy tak dobrzy”. Jako bohater Ruchu Oporu, Laszlo jest pozornie najzacniejszy, chociaż jest tak zimny, że trudno go polubić. Inne postaci, według Behlmera, są „not cut and dried”: stają się dobrymi w czasie rozwoju akcji. Renault zaczyna w filmie jako kolaborant z Niemcami, który wymusza przysługi seksualne od zbiegów i nie zapobiega śmierci Ugarte. Rick, mówi dalej Behlmer, „nie jest bohaterem, ... nie jest złoczyńcą”: robi co jest niezbędne aby dać sobie radę z władzami i „nie nadstawia karku dla nikogo”. Nawet Ilsa, najmniej aktywna spośród głównych postaci, jest „ujęta w czasie emocjonalnej walki” dotyczącej którego mężczyznę naprawdę kocha. Jednak na końcu filmu „każdy się poświęca”.
Rozłamowa opinia pochodzi od Umberto Eco, który pisze, że „według wszystkich ostrych standardów krytyki... Casablanca to bardzo przeciętny film”. Uważał, że zmiany osobowości to bardziej niespójność niż złożoność: „To jest historyjka obrazkowa, galimatias, mało w nim psychologicznej wiarygodności i ciągłości w skutkach dramatycznych”. Jednak według niego taka niespójność wpłynęła na popularność filmu, pozwalając włączyć całą serię archetypów: nieszczęśliwa miłość, lot, podróż, oczekiwanie, pożądanie, tryumf czystości, wierny sługa, trójkąt miłosny, piękna i bestia, enigmatyczna kobieta, zagadkowy awanturnik i odkupiony pijak. W centrum jest idea poświęcenia: „mit poświęcenia przebiega przez cały film”. To był ten motyw, który oddziaływał z publicznością czasów wojennych, rozpraszał wątpliwości i uczył, że bolesne poświęcenie i pójście na wojnę może być romantycznym gestem dla większego dobra.
Polski krytyk filmowy Zygmunt Kałużyński umieścił Casablancę w swojej książce Kanon królewski. Jego 50 ulubionych filmów. Nazywa ją balladą filmową, w której świat fantastyczny jest w szczególny, aluzyjny sposób związany z prawdą. Według niego Polska była w czasie premiery zajęta „innymi rzeczami” i film nie został tutaj zauważony, podczas gdy w całym zachodnim świecie jego legenda jest wciąż żywa. Jest w tym filmie wszystko co dzisiejsza krytyka określa jako „sztampowe Hollywood”, jednak Kałużyński uwielbia taką poetyczną magię. Wytknął filmowi tylko jeden błąd w scenariuszu: zamiast z Bogartem Ingrid Bergman powinna zadawać się z Zygmuntem Kałużyńskim. Jan Józef Szczepański ocenił zdjęcia i tempo akcji jako świetne, a grę aktorów jako dobrą, z wyjątkiem niefortunnego Laszlo, który ze względów zasadniczych i od siebie niezależnych psychologii jako takiej nie posiada.
Spośród 54 recenzji krytyków na stronie Rotten Tomatoes w czerwcu 2008 tylko jedna jest negatywna. Casablanca jest tam nazwana bezdyskusyjnym arcydziełem, które z czasem staje się coraz lepsze.
Sklasyfikowany jako jeden z dziesięciu najlepszych filmów o miłości przez serwis AZN Entertainment.

### Interpretacja
W 2010 roku powstał polsko-francuski film dokumentalny w reżyserii Małgorzaty Gago i Bolesława Sulika pt. Powrót do Casablanki, w którym rozważana jest hipoteza, że pierwowzorem Czecha Laszlo, jednego z bohaterów słynnego filmu jest major wywiadu polskiego Mieczysław Słowikowski, który w czasie II wojny światowej na terenie północno-zachodniej Afryki założył z polecenia polskiego wywiadu siatkę szpiegowską o kryptonimie Agencja Afryka.
Krytycy interpretowali Casablancę na wiele różnych sposobów. William Donelley, w jego Love and Death in Casablanca, wykazuje, że relacja Ricka z Samem i później z Renault to „standardowy przypadek tłumionej homoseksualności która tkwi u podstaw większości amerykańskich historii przygodowych”.
Harvey Greenberg przedstawia freudowską interpretację w The Movies on Your Mind; winy które stają na przeszkodzie powrotowi Ricka do USA mają kształty kompleksu Edypa, który jest rozwiązany gdy tylko Rick zaczyna identyfikować ojcowską figurę Laszlo i przyczynę którą reprezentuje.
Sidney Rosenzweig twierdzi, że takie interpretacje są uproszczeniem, a najważniejszym aspektem filmu jest jego wieloznaczność, przede wszystkim widoczna w postaci Ricka; przytacza różne imiona jakie każda z postaci nadaje Rickowi (Richard, Ricky, Mr Rick, Herr Blaine i tak dalej) jako dowód różnych znaczeń jakie ma on dla każdej osoby.
Inne zakończenie filmu – takie, w którym Ilsa zostaje z Rickiem – nie byłoby możliwe ze względu na obowiązujący wówczas w amerykańskiej kinematografii Kodeks Haysa.

### Oddziaływanie
Wiele późniejszych filmów zawierało elementy Casablanki: Droga do Marsylii (1944), gdzie ponownie razem zagrali Bogart, Rains, Curtiz, Greenstreet i Lorre. Jest też wiele podobieństw pomiędzy Casablanką a późniejszym filmem Bogarta, Sirocco (1951). Parodie Casablanki to takie filmy jak: Noc w Casablance (1946) braci Marx, Zagraj to jeszcze raz, Sam (1972) Herberta Rossa, The Cheap Detective (1978) Neila Simpsona i Żyleta (1996), podczas gdy dialog z filmu był tytułem oryginalnym oscarowego filmu Podejrzani (The Usual Suspects, 1995). Warner Bros. wyprodukował własną parodię Carrotblanca – kreskówkę z Królikiem Bugsem dołączoną do specjalnej edycji DVD w 1995.
Nawiązania do Casablanki znajdują się też w filmie Czarny kot, biały kot (1998) Emira Kusturicy.
Steven Soderbergh złożył hołd Casablance kręcąc Dobrego Niemca (2006) – kryminał osadzony w realiach Berlina po drugiej wojnie światowej. Soderbergh użył technologii z czasów powstawania Casablanki, zdjęcia są czarno-białe. Wystąpili w nim George Clooney, Cate Blanchett i Tobey Maguire. Film kończy się sceną na lotnisku z dwojgiem zakochanych (granych przez Clooneya i Blanchett). Również plakat filmu przypomina plakat Casablanki.

## Nagrody
Casablanca zdobyła trzy Oscary:
- Najlepszy film – Warner Bros. (Hal B. Wallis, producent)
- Najlepsza reżyseria – Michael Curtiz
- Najlepszy scenariusz adaptowany – Julius J. Epstein, Philip G. Epstein i Howard W. Koch

Była poza tym nominowana w pięciu kategoriach:
- Najlepszy aktor w roli pierwszoplanowej – Humphrey Bogart
- Najlepszy aktor w roli drugoplanowej – Claude Rains
- Najlepsze zdjęcia, czarno-białe – Arthur Edeson
- Najlepszy montaż – Owen Marks
- Najlepsza muzyka – Max Steiner

W 1989 roku film został włączony do National Film Registry (jest to lista zawierająca tytuły produkcji budujących dziedzictwo kulturowe USA w dziedzinie filmu) jako szczególnie wartościowy. W 1998 roku zajął drugie miejsce na liście Amerykańskiego Instytutu Filmowego 100 najlepszych amerykańskich filmów (pokonał go tylko Obywatel Kane). W 2005 roku trafił do setki największych filmów ostatnich 80 lat według magazynu Time (wybrane filmy nie miały miejsc).
W 2006 roku organizacja Writers Guild of America uznała scenariusz Casablanki za najlepszy scenariusz wszech czasów na swojej liście 101 Greatest Screenplays.

## Cytaty
Kiedy Ilsa po raz pierwszy wchodzi do Café Americain i zauważa Sama, prosi go: „Zagraj to raz, Sam, przez wzgląd na dawne czasy”. Muzyk odmawia, więc Ilsa mówi: „Zagraj to, Sam. Zagraj: 'Jak mija czas'”. Później tej samej nocy Rick mówi do Sama gdy są sami: „Zagrałeś to dla niej, to zagraj i dla mnie. Jeśli ona to zniosła, to i ja wytrzymam! Zagraj!” W filmie braci Marx Noc w Casablance ten dialog był sparodiowany jako „Zagraj to jeszcze raz, Sam” – i ten cytat jest nieprawidłowo wiązany z oryginalnym filmem. Po raz kolejny parafraza tego dialogu jako „Zagraj to jeszcze raz, Sam” pojawia się w tytule komedii Woody’ego Allena.
Kwestia „Twoje zdrówko, mała”. (ang. Here’s looking at you, kid) wypowiadana przez Ricka do Ilsy, zajęła piąte miejsce na liście Amerykańskiego Instytutu Filmowego 100 pamiętnych cytatów w historii kina. Sześć cytatów z Casablanki pojawiło się w czołowej setce (Przeminęło z wiatrem oraz Czarnoksiężnik z Oz są następne, z trzema cytatami). Pozostałe to: „Louis, myślę, że to jest początek pięknej przyjaźni” (20), „Zagraj to, Sam. Zagraj: 'Jak mija czas'” (28), „Zatrzymajcie podejrzanych. Tych, co zwykle.” (32), „Zawsze będziemy mieli Paryż” (43) i „Ze wszystkich knajp we wszystkich miastach na całym świecie ona wchodzi akurat do mojej” (67).

## Sequele i inne wersje
Od momentu gdy Casablanca stała się hitem, rozpoczęły się dyskusje o sequelu. Planowana była kontynuacja o tytule Brazzaville (w scenie finałowej Renault radzi uciekać do tego miasta Wolnej Francji), ale nigdy nie została wyprodukowana.
Istnieją dwa seriale telewizyjne bazujące na Casablance, oba są uważane za prequele filmu. Pierwszy był nadawany od 1955 do 1956, z Charlesem McGrawem jako Rickiem oraz Marcelem Dalio (który grał krupiera w filmie) jako Renaultem; wyświetlano go w stacji ABC. Drugi z seriali był krótko nadawany w NBC w 1983, z Davidem Soulem jako Rickiem, Rayem Liotta jako Sachą i Scatmanem Crothersem odgrywającym rolę nieco starszego Sama.
Media od czasu do czasu podają informacje o planach dotyczących kontynuacji czy też remake’u filmu, ale do 2008 roku żadne studio nie wprowadziło ich w życie. François Truffaut odrzucił zaproszenie do nakręcenia remake’u w 1974 roku, podając jako powód kultowy status filmu dla amerykańskich studentów. Do dziś jedynym autoryzowanym sequelem Casablanki jest powieść As Time Goes By pióra Michaela Walsha wydana w 1998 roku. Walsh podejmuje wątek po zakończeniu filmu oraz opowiada o tajemniczej przeszłości Ricka w Ameryce. David Thomson napisał nieoficjalny sequel w 1985 – Suspects.
Casablanca została pokolorowana w latach osiemdziesiątych i pojawiła się w tej wersji w australijskiej telewizji. Była również krótko dostępna w wypożyczalniach, lecz jej niepopularność wśród fanów spowodowała, że kolorowa wersja została wycofana. Jest jednak wciąż wyświetlana w innych miejscach, takich jak Hongkong.
Radiowa adaptacja z Bogartem, Bergman i Henreid w rolach głównych została nadana 26 kwietnia 1943 w radiu The Screen Guild Theater. Inną wersję zaprezentowało Lux Radio Theater 24 stycznia 1944, z Alanem Laddem jako Rick, Hedy Lamarr jako Ilsa i Johnem Loderem jako Victor Laszlo.
Julius J. Epstein dwa razy próbował zaadaptować film jako musical na Broadwayu (w 1951 i 1967 roku), lecz żadna z prób nie zakończyła się na scenie. Oryginalna sztuka, Everybody Comes to Rick’s, była wystawiana w Newport w sierpniu 1946 roku i ponownie w Londynie w kwietniu 1991 roku, ale nie odniosła sukcesu.
Wersja wyświetlana w Irlandii miała wycięte wszystkie odniesienia do cudzołóstwa, przez co fabuła stała się niezrozumiała.
Przedstawiciele studia Warner Bros. poinformowali, że planują zrealizować film „Return to Casablanca”, którego akcja rozegra się 20 lat po wydarzeniach przedstawionych w oryginalnym obrazie. Jego bohaterem będzie Richard, syn Ricka i Ilsy adoptowany przez Victora Laszlo, który wyrusza na Bliski Wschód, aby dowiedzieć się więcej o swoim biologicznym ojcu. „Return to Casablanca” powstanie w oparciu o scenariusz Howarda Kocha, nieżyjącego już współtwórcy oryginalnego filmu. Koch przygotował scenariusz sequela w latach 80. i teraz istnieje szansa, że zostanie on wykorzystany w realizacji nowej „Casablanki”. Pomysłodawczynią projektu jest Cass Warner, wnuczka jednego z założycieli Warner Bros.